# Kleneč
Kleneč es una localidad del distrito de Litoměřice en la región de Ústí nad Labem, República Checa. Tiene una población estimada, a principios del año 2021, de 528 habitantes. 
Se encuentra ubicada al este de la región, cerca de la orilla de los ríos Elba y Ohře, y de las regiones de Liberec y Bohemia Central.